# Лоран Парселие
Лоран Парселие (на френски: Laurent Parcelier) е съвременен френски художник.

## Биография и творчество
Роден е през 1962 година във Франция. Интересува се от изкуство от ранното си детство. Посещава и учи в художествената школа в Дордон. Талантът му се разгръща и скоро публикува албуми и изложби, първата от които е „Странния свят“.
Картините му са пъстри и изпълнени с много настроение и светлина. Рисува градски пейзажи, в които неизменно присъстват много растения, дървета, цветя.
| „ | Обичам картините ми да изглеждат реалистично, за да могат хората да разпознаят мястото, което съм нарисувал | “ |

Американският художник Хауърд Берънс казва за него, че сякаш той живее на друга планета, където даже есента е ярка и слънчева, а дъждът – топъл и весел.